# Ochthebius lobicollis
Ochthebius lobicollis är en skalbaggsart som beskrevs av Claudius Rey 1885. Ochthebius lobicollis ingår i släktet Ochthebius och familjen vattenbrynsbaggar. Inga underarter finns listade i Catalogue of Life.